# 金在勝
金在勝（韓語：김재승，1983年8月15日—），韓國男演員。

## 演出作品

### 電視劇
- 2004年：MBC《Non stop4》
- 2006年：MBC《比利金，看看我！》
- 2008年：KBS《快刀洪吉童》
- 2008年：KBS《戀愛結婚》飾演 趙赫秀
- 2008年：SBS《情定泰勒瓦》飾演 李宰柱
- 2009年：SBS《燦爛的遺產》飾演 李亨進
- 2009年：MBC《向大地頭球》飾演 李東鎬
- 2014年：tvN《我的秘密飯店》飾演 金基浩
- 2014年：OCN《壞小子們》飾演 禹賢禹
- 2014年：tvN《家族的秘密》飾演 徐敏厚
- 2015年：MBC《媽媽》飾演 金時京
- 2017年：KBS《無窮花開了》飾演 徐在熙
- 2018年：KBS《讓開，命運啊》
- 2019年：tvN《自白》

### 電影
- 2014年：《鬼接》

## 外部連結
- 金在勝的Instagram帳戶
- 金在勝經紀公司頁面